# Миливој Рашуо
Миливој Рашуо (Жагровић, код Книна, 7. септембар 1960 – Пећник, код Модриче, 28. јун 1992) био је српски борац, мајор ВЈ и припадник Милиције Крајине.

## Биографија
Рођен је 7. септембра 1960. године у Жагровићу код Книна, као четврто и најмлађе дијете оца Петра (1930–2014) и мајке Марте (1928–2017). Одрастао је у родном селу скупа са сестром и два брата.
Угледао се на свог старијег брата Небојшу и одлучио је да буде официр. Године 1975, након завршене основне школе, уписује Војну гимназију у Београду, а по завршетку војне гимназије, 1979. године, уписује Војну академију копнене војске (ВА КоВ), гдје се током школовања опредијелио за смјер пјешадија. Војну академију завршава 1983. године, као први у класи (36. класа ВА КоВ).
Након завршетка академије, као потпоручник бива упућен на службу у извиђачку чету у Пивки код Постојне, у Словенији. Чета се почетком 1987. преселила у Постојну. Након неколико година службе у Постојни, добија прекоманду у Панчево, гдје је тада био центар за обуку извиђачко-диверзантских јединица и, као инструктор, ту остаје све до избијања рата на територији бивше СФРЈ.
Након избијања првих сукоба, у септембру 1991. године, добија прекоманду у Книн. Као искусан официр и патриота, одушевљено прихвата прекоманду и креће у свој родни крај. Након прекоманде преузима команду у јединици Војне полиције у Книну. У тој јединици креће његов ратни пут, који га је водио на ратишта у сјеверној Далмацији и Лици.
На прољеће 1992. године, западни дијелови Републике Српске Крајине и Републике Српске остају одсјечени од источних дијелова РС и од СРЈ. Руководства РС и РСК одлучују да се креће у пробој са најбољим јединицама које су у том тренутку биле на располагању. Из РСК креће батаљон специјалне намјене МУП-а РСК под командом Миливоја Рашуа, који је сматран за елитну и ударну јединицу, што ће и показати током пробоја Коридора. Колона креће крајем маја из Книна и већ почетком јуна 1992. године ступа у прве борбе. Након неколико седмица, крајем јуна, стабилизована је одбрана Добоја и сусједних градова и требало је кренути ка Оџаку и очистити терен према Сави. Увече, 27. јуна 1992. године, Миливој креће у извиђање непријатељских положаја, јер је сутрадан, на Видовдан, био планиран напад и пробој према Сави. Након завршеног извиђања Миловој враћа своје командире у јединицу, а он остаје како би извршио додатно извиђање. Са њим остаје и војник Славко Поповић (1963), такође Книњанин, родом из Мокрог Поља. Ујутру, 28. јуна, око 10 часова, када су српске снаге кренуле у напад, пронашле су њихова тијела. Страдали су у Пећнику код Модриче, на локалитету Максим скок, између Пећника и Ботајице. У Операцији Kоридор 92 укупно је било ангажовано 1200 милиционера Републике Српске Крајине. Погинуо је 31 борац, а рањена су 84 припадника Милиције РСK.
Миливој Рашуо је сахрањен на сеоском гробљу у родном селу Жагровићу. Породица му је, уз помоћ Владе РСК и добротворних прилога Срба са Косова и Метохије, након годину дана од погибије подигла споменик као и бисту испод које је постављена плоча са стиховима Петра Петровића Његоша: треба служити части и имену, нека буде борба непрестана, нека буде што бити не може. На иницијативу Домовинског покрета, надгробна биста као и надгробна спомен-плоча су уклоњена јула 2025. године.
Постојале су иницијативе да се центар за обуку у селу Голубић поред Книна назове по њему, а данас по њему носи име једна улица у Добоју (Улица капетан Рашуина). Након смрти бива посмртно унапређен у чин мајора.
Посвећена му је пјесма На коридор кренули су момци, коју изводи крајишка група Јандрино јато.